# Zentralna Rada

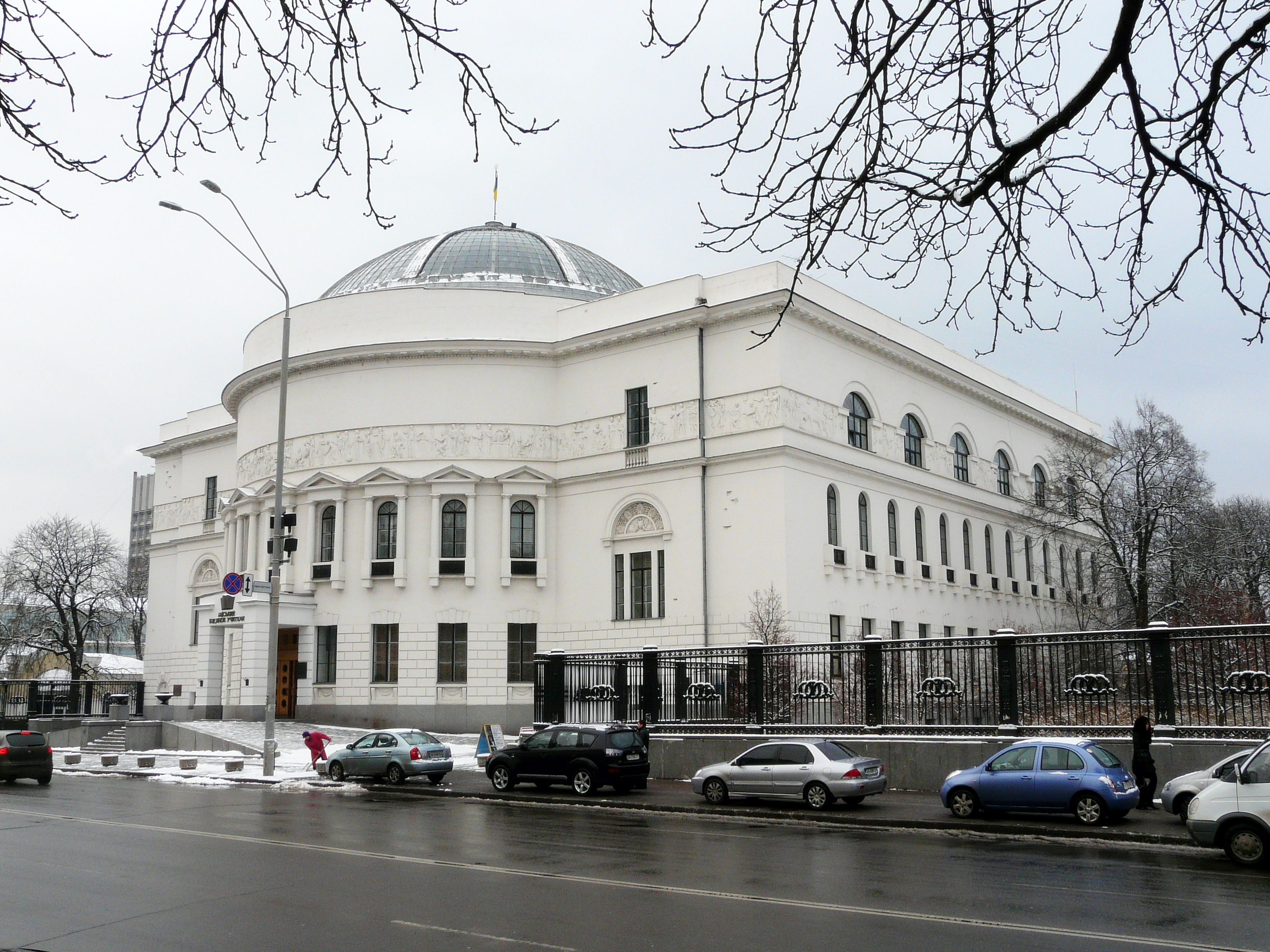
Gebäude der Zentralna Rada in Kiew

Die Zentralna Rada (ukrainisch Центральна Рада; deutsch Zentralversammlung, Zentralrat) war das politische Entscheidungsorgan der revolutionären Ukraine und der Ukrainischen Volksrepublik von 1917 bis 1920.

## Geschichte

### 1917

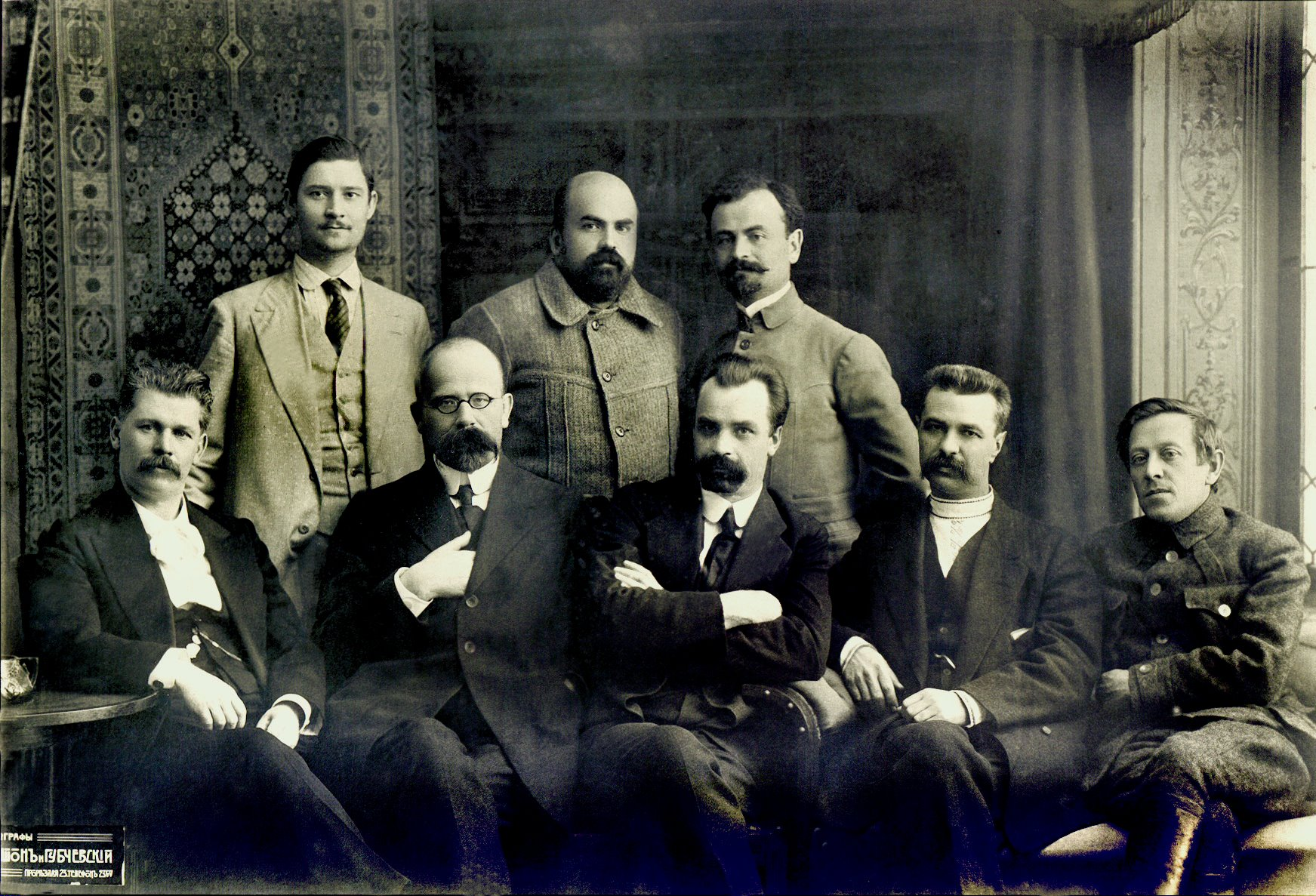
Die Mitglieder des Generalsekretariats am 5. Juli 1917 (von links nach rechts). Stehend: P. Chrystjuk, M. Stasjuk, B. Martos. Sitzend: I. Steschenko, C. Baranowskyj, W. Wynnytschenko, S. Jefremow, S. Petljura

Am 17. März 1917 versammelten sich auf Initiative der Gesellschaft der Ukrainischen Fortschrittler (Towarystwo Ukrainskych Postupowziw) in Kiew Repräsentanten politischer, kultureller und beruflicher Organisationen, um aus ihrer Mitte eine provisorische Regierung zu bilden, die an die Stelle der inzwischen abgeschafften zaristischen Regierungsbehörden treten sollte. Zum Vorsitzenden dieses ukrainischen Volksrats wurde am 20. März 1917 Mychajlo Hruschewskyj gewählt.
Auf dem Gesamtukrainischen Nationalkongress vom 19. bis 21. April 1917 mit rund 900 Delegierten von politischen Parteien, Bauernorganisationen, ländlichen und städtischen Selbstverwaltungen, Militärorganisationen, Kultur- und Bildungseinrichtungen, kirchlichen Institutionen, sowie den ukrainischen Gouvernements wurden zunächst 115 Deputierte in die Zentralna Rada gewählt, der fortan höchsten nationalen Autorität.
Die Ukrainische Sozialdemokratische Arbeiterpartei
und die Ukrainische Partei der Sozialrevolutionäre hatten bestimmendes Gewicht in der Zentralrada.
Nach dem ersten Allukrainischen Bauern-Kongress (10.–16. Juni 1917), dem Zweiten Allukrainischen Militär-Kongress (18.–23. Juni 1917), sowie nach dem All-ukrainischen Arbeiter-Kongress (24.–27. Juli 1917) wurde die Zentralrada um Repräsentanten dieser Kongresse erweitert (Bis Ende Juli 1917 war die Gesamtzahl der Deputierten der Zentralrada auf 822 angewachsen).
In ihrem 1. Universal vom 23. Juni 1917 forderte die Zentralrada Autonomie für die Ukraine
innerhalb eines demokratischen und föderativ organisierten Russlands, Festlegung der Grenzen der Ukraine, sowie die Teilnahme an einer zukünftigen Friedenskonferenz.
Wenige Tage nach Verabschiedung des 1. Universals wurde auf Vorschlag der UPSR (Ukrajins’ka Partija Sotsialistiw-Rewljutsioneriw – Sozialrevolutionäre) zunächst ein „Komitee der Zentralrada“ (so genannte „Kleine Rada“) gebildet, bis am 28. Juni 1917 sämtliche legislative Entscheidungskompetenzen auf ein so genanntes 9-köpfiges Generalsekretariat – unter dem Vorsitz von Wolodymyr Wynnytschenko (USDRP) – übergingen.
Die meisten Posten lagen in Händen der USDRP (mit dem Vorsitzenden insgesamt 4) und UPSR (2), 1 UPSF (Ukrainska Partiia Sotsialistiw-Federalistiw), 2 Unabhängige.
Die Forderung nach Autonomie führte zum Konflikt mit der Provisorischen Regierung (Russlands), die die Auffassung vertrat, Generalsekretariat und Zentralrada seien ihr weiterhin untergeordnet.
Man handelte einen Kompromiss aus: Die Provisorische Regierung (Russlands) erkannte das Generalsekretariat als oberstes Regierungsorgan der Ukraine an. Die Mitglieder des Generalsekretariats sollten aber von der Provisorischen Regierung (Russlands) – auf Empfehlung der Rada – ernannt werden. Das Generalsekretariat und die Zentralrada erkannten im Gegenzug die Provisorische Regierung (Russlands) an. Die Ukraine nahm Abstand von einer „einseitigen“ (unilateral) Autonomie. Diese Vereinbarung schlug sich im 2. Universal (16. Juli 1917) nieder.

### Ukrainische Volksrepublik
Am 7. Novemberjul. / 20. November 1917greg. rief die Zentralna Rada mit ihrem 3. Universal die Ukrainische Volksrepublik als autonomen Staat innerhalb des föderativen neuen Russlands aus. Am 12. Novemberjul. / 25. November 1917greg. organisierte sie Wahlen, bei denen die Bolschewiki 25 % und die anderen Parteien 75 % der Stimmen erhielten. Am 22. Januar 1918 erklärte sie die staatliche Unabhängigkeit der Ukrainischen Volksrepublik von Russland auf dem 4. Universal.
Am 7. Februar 1918 wurde die Zentralna Rada aus Kiew vertrieben, nachdem die sowjetrussischen Roten Garden die Stadt erobert hatten. Am 4. März wurde sie durch deutsche Interventionstruppen wieder eingesetzt.
Am 29. April wurde die Zentralna Rada durch ein Hetmanat abgelöst. Nach dem 14. Dezember wurde sie wieder politisches Entscheidungsgremium der Ukrainischen Volksrepublik.

### 1919 bis 1920
Im Januar 1919 wurde die Zentralna Rada durch die Bolschewiki aus Kiew vertrieben und existierte in den noch nicht von der Sowjetukraine eroberten Gebieten bis 1920.

## Bewertungen
Die Zentralna Rada war das erste Selbstverwaltungsgremium für die Ukraine nach der Februarrevolution 1917.
Es strebte nach einer größtmöglichen Autonomie der Ukraine von Russland. Die führenden Parteien waren anfangs gemäßigte Arbeiterparteien, die Bolschewiki waren kaum beteiligt.
Aus Sicht der Sowjetunion war es ein konterrevolutionäres Konstrukt bourgeoiser und semi-bourgeoiser nationalistischer ukrainischer Parteien, das nur von 1917 bis 1918 bestand.

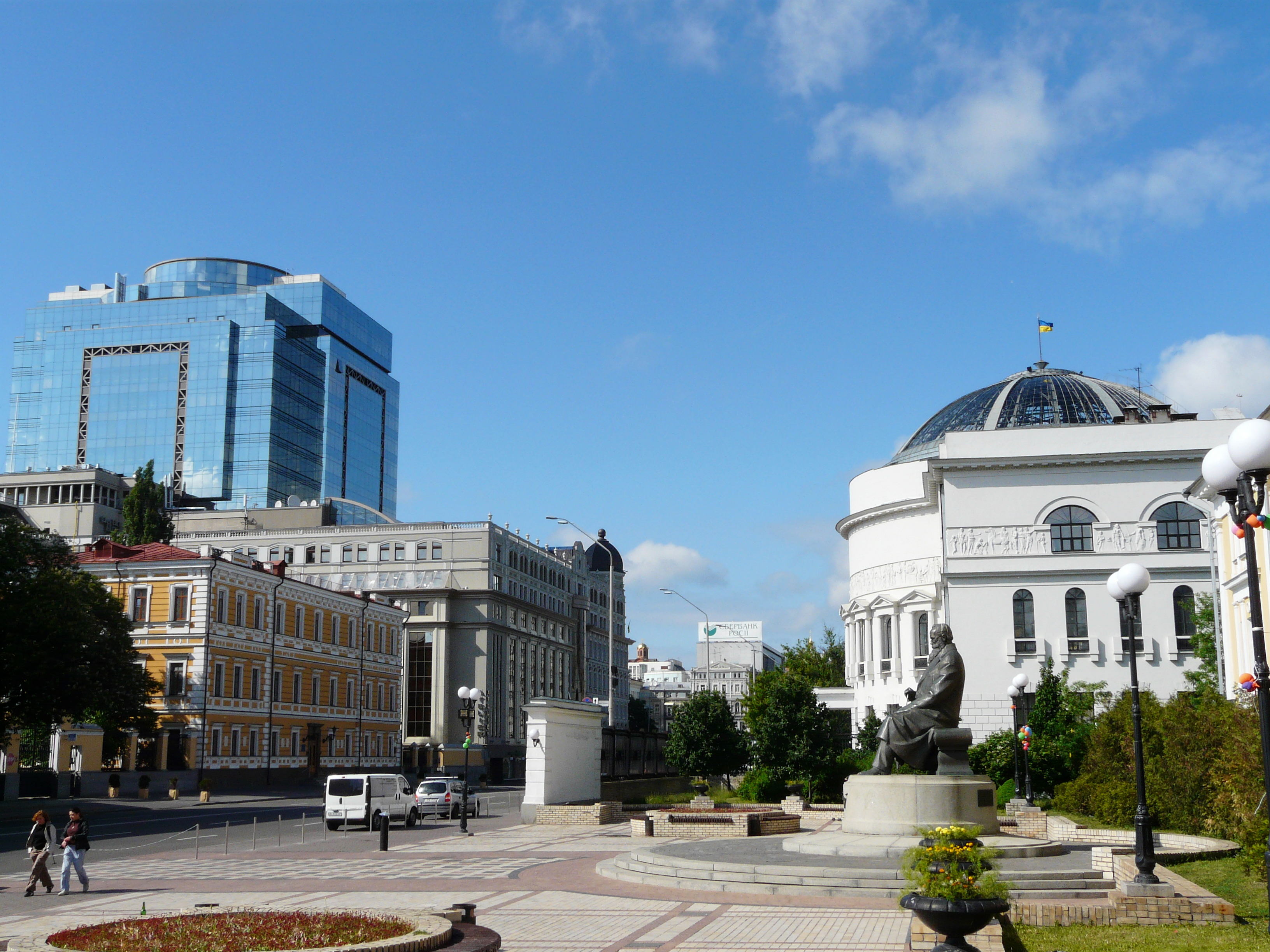
Zentralna Rada-Gebäude (Haus der Lehrer) mit Hruschewskyj-Denkmal und der Nationalen Akademie der Wissenschaften der Ukraine

## Heutiges Gebäude

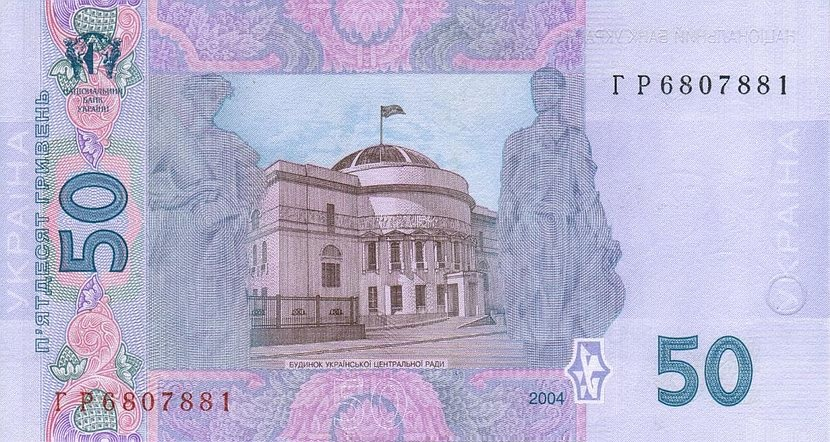
50-Hrywen-Schein, 2004

In dem Gebäude an der Wolodymyrska-Straße im Stadtzentrum von Kiew befindet sich heute das Pädagogische Museum (Педагогічний музей), daher ist das Haus auch als Haus der Lehrer bekannt.
Am 22. Januar 2009 eröffnete der Präsident der Ukraine Wiktor Juschtschenko im Gebäude das Museum der Ukrainischen Volksrepublik.